# 排除飲食
排除飲食（英語：Elimination diet），又稱寡抗原飲食，是一種找出個體無法消化的食物的方法，並且沒有不良反應。不良反應可能是因為食物過敏、食物不耐症或其他生理機制（如代謝或毒素），或者同時有以上這些問題。排除飲食通常是避免攝取懷疑有問題的食物，時長兩周到兩個月不等，並確認在這段時間，症狀是否減緩。在極少數的情況下，健康專業人員可能使用寡抗原飲食來緩解患者的症狀。